# Cognomen
El cognomen o cognombre (del latín cognōmen, cognōminis [‘sobrenombre’, ‘apellido’]; plural, cognomina) de los romanos especificaba la rama de la familia (nomen) a la que se pertenecía, o bien, en algunos casos, era el apodo de un individuo en particular (por ejemplo, "Cicerón", "Nasica", etc). Solo lo portaban los hombres, pues las mujeres eran designadas únicamente por el nomen. Al igual que el agnomen, solía designar características físicas —muchas veces con sarcasmo—, pero a diferencia del nuestro, se heredaba por vía paterna. Por ejemplo:
- Cayo Julio César (César hacía referencia a la cabellera.)
- Marco Emilio Escauro (Escauro indicaba pie zambo.)

Dado que también servía para distinguir entre personas con el mismo nombre, puede considerarse un precursor de los apellidos modernos, que sólo se desarrollaron en Europa a partir del siglo XIII. En las actuales lenguas italiana y catalana, que como las demás lenguas romances se remontan al latín, cognome y cognom significan respectivamente “apellido”.
El uso del cognomen aparece en la epigrafía latina a finales del siglo IV a. C., con P. Cornelius Scapula, pero se limita a la aristocracia, donde pasa a ser de uso hereditario, como el primer nombre que pasaba del padre al hijo mayor, lo que generó la repetitividad de los tria nomina de una generación a la siguiente. Comenzamos a agregar un segundo apodo para distinguir a los individuos. En 240 a. C., los cónsules emitieron un decreto que restringía la transmisión del apodo sólo al hijo mayor. El apodo se vuelve representativo de cada rama de la gens, como entre los Escipiones: Africanus, Asiaticus, Nasica.
En la segunda mitad del siglo II antes de Cristo, el uso del cognomen se extendió a otros estratos sociales, por imitación de la aristocracia, hasta generalizarse a todas las clases sociales libres al final de la república. De finales del siglo II a. C., los libertos recuperaron como cognomen su nombre de ex esclavos. En el 45 a. C., la Lex Iulia Municipalis impone el uso de tria nomina para el censo de ciudadanos romanos, y por tanto establece el uso general del cognomen para todos los romanos libres. El uso del apellido y del cognomen continuó hasta el período imperial.
Existe una convención, no muy estricta, para nombrar a los personajes romanos, que es la siguiente:
- Aquellos conocidos, se designan por el nomen o el cognomen; así, por ejemplo, a Gayo Suetonio Tranquilo se le llama Suetonio o a Lucio Anneo Séneca, se le llama Séneca. Sin embargo, otros son conocidos por su cognomen, por ejemplo, Lucio Sergio Catilina es solamente Catilina.

- No se usan los praenomina, excepto en casos muy especiales para distinguir entre dos miembros de la misma familia, por ejemplo, entre Tiberio y Gayo Graco. O para los emperadores, sobre todo los de la gens Claudia; por ejemplo, Tiberio y no Tiberio Julio César Augusto; Claudio, pero no Tiberio Claudio César Augusto Germánico. En otros casos no se usan nunca; por ejemplo, Vespasiano, aunque el nombre completo de ese emperador era Tito Flavio Vespasiano, pero su sucesor es Tito pese a llamarse exactamente igual que el padre.

- Algunos personajes tienen convenciones rígidas para ser designados. Entre ellos, cabe destacar a personajes como Cicerón, Ovidio, Terencio, Virgilio, etcétera.
- Las legiones comienzan a utilizar apellidos hacia el final de la República. Dentro del Imperio, casi todas las legiones poseían un apellido y algunas más de uno (por ejemplo Claudia Pia Fidelis).
- Los esclavos liberados generalmente utilizaban su (único) nombre anterior como cognomen, mientras que asumían los sustantivos prae- y gentilicios de su antiguo amo.

El número de cognomina que podía portar una persona no estaba, en principio, limitado por norma alguna y entre las inscripciones que se conservan figura destacadamente el caso de Quinto Pompeyo Seneción Roscio Murena Celio Sexto Julio Frontino Silio Deciano Gayo Julio Euricles Herculano Lucio Víbulo Pío Augustano Alpino Belicio Solerte Julio Apro Ducenio Próculo Rutiliano Rufino Silio Valente Nigro Claudio Fusco Saxa Amintiano Sosio Prisco, uno de los cónsules del año 169 d. C.
Algunos autores latinos citan casos en los que el Senado romano prohibió el uso de ciertos cognomina en casos especiales. Tácito describe, por ejemplo, que el Senado prohibió a los miembros de la gens Escribonia que volvieran a usar el cognomen "Druso", en castigo por el intento de asesinato del emperador Tiberio que protagonizó Marco Escribonio Libón Druso.